# Banco del Mutuo Soccorso
Il Banco del Mutuo Soccorso (dal 1979 al 1990 semplicemente Banco) è un gruppo musicale rock progressivo italiano fondato a Roma nel 1968.
Insieme con Premiata Forneria Marconi, Area e Le Orme, il Banco è l'esempio più rappresentativo e noto, anche all'estero, di rock progressivo in Italia.

## Storia

### Gli inizi

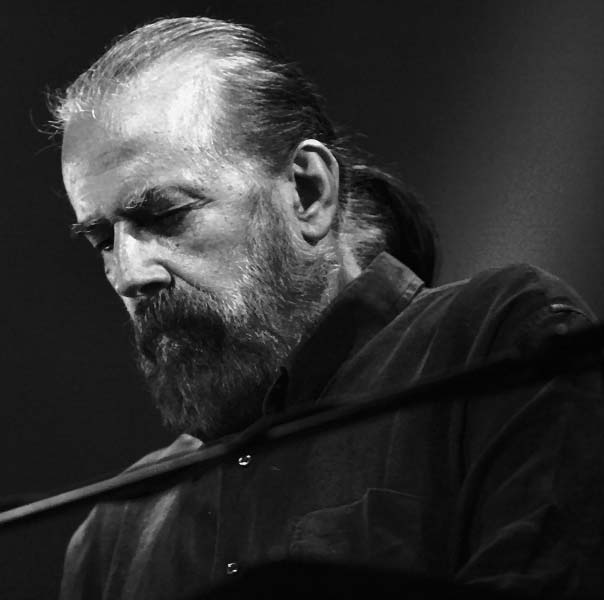
Vittorio Nocenzi, tastierista e fondatore del gruppo

La storia del gruppo ebbe inizio negli ultimi mesi del 1968, quando il diciassettenne tastierista Vittorio Nocenzi riuscì a ottenere un'audizione presso l'importante etichetta RCA, forte della segnalazione di Gabriella Ferri, per la quale aveva già musicato alcuni brani. Le etichette discografiche, in quegli anni, erano poco propense a promuovere strumentisti solisti, e la leggenda narra che Nocenzi avesse millantato l'esistenza di un non meglio precisato gruppo da lui capeggiato. Si trovò, quindi, nella condizione di dover allestire in tutta fretta una formazione musicale per presentarsi all'audizione. A tale scopo reclutò parenti e amici in grado di «reggere uno strumento» e inventò l'appellativo di Banco del Mutuo Soccorso, forse ispirato da qualche istituto di credito o assicurativo della zona.
Il gruppo si riuniva nella sala prove privata, a Marino, nei Castelli Romani, in seguito divenuta famosa con il nome di «Stalla», tale essendo nella realtà: una vera e propria stalla ristrutturata e attrezzata perfettamente (dice lo stesso Vittorio Nocenzi in una intervista) «con le mangiatoie piene di amplificatori, distorsori e strumenti musicali invece del fieno per le mucche».
La prima formazione era composta, oltre a Vittorio e al fratello Gianni al pianoforte, da Gianfranco Coletta (componente dei Chetro & Co. e, in seguito, degli Alunni del Sole) alla chitarra, Fabrizio Falco al basso e Mario Achilli alla batteria, questi ultimi componenti del gruppo rock psichedelico Crash, fondato dai fratelli Falco e con il quale Vittorio collaborava da alcuni mesi. L'audizione ottenne il placet degli esaminatori e il neonato Banco del Mutuo Soccorso realizzò tre brani che furono inclusi in una raccolta di nuove formazioni intitolata Sound '70 e pubblicata solo su musicassetta. I pezzi di questa raccolta (Vedo il telefono, La mia libertà e Padre Francesco) verranno incisi, qualche settimana dopo il provino, da una formazione già ritoccata, con Claudio Falco alla chitarra e Franco Pontecorvi alla batteria.

### Gli anni settanta

Francesco Di Giacomo nel 1979

Nel 1971 il Banco del Mutuo Soccorso partecipò, con scarsa fortuna, al secondo Festival pop di Caracalla di Roma. Tra i gruppi che intervennero al festival vi erano Le Esperienze e i Fiori di Campo che avevano già pubblicato un singolo (Fuori città/Due bambini nel cortile con la Apollo). Il tempo di socializzare e, al termine della manifestazione, il Banco del Mutuo Soccorso aveva assunto la sua formazione definitiva, incorporando Francesco Di Giacomo, Renato D'Angelo e Pierluigi Calderoni, rispettivamente voce, basso e batteria del gruppo Le Esperienze, oltre a Marcello Todaro, chitarrista dei Fiori di Campo. Si trattò di una vera svolta qualitativa: il gruppo passò dalle canzoni beat del primo periodo, a composizioni progressive, fortemente influenzate dalla formazione musicale classica dei fratelli Nocenzi e impreziosite dai raffinati testi scritti da Francesco Di Giacomo.
Il gruppo partecipò alla seconda edizione del Festival di musica d'avanguardia e di nuove tendenze, tenutosi a Roma a Villa Pamphili dall'1 al 4 giugno 1972, classificandosi al primo posto a pari merito con i Circus 2000.
Questa formazione pubblicò nel 1972 l'eponimo album d'esordio che, con brani come R.I.P. (Requiescant in pace), Il giardino del mago e Metamorfosi, catalizzò immediatamente l'attenzione del pubblico della nascente scena del rock progressivo in Italia. Particolarissima anche la concezione grafica della copertina: sagomata a forma di salvadanaio di terracotta. Nello stesso anno fu pubblicato il secondo album, Darwin!, il primo concept album realizzato dal gruppo: i brani sono infatti tutti legati al tema centrale della teoria sull'evoluzione delle specie di Charles Darwin.
Questi due album possono essere considerati i più creativi e originali del gruppo, incentrati sui vertiginosi e virtuosistici intrecci delle tastiere dei fratelli Nocenzi e sugli inimitabili registri tenorili di Di Giacomo, al servizio di una particolarissima contaminazione tra il rock progressivo del Regno Unito, le sonorità mediterranee, la musica strumentale barocca italiana e la tradizione del melodramma, che occhieggia nei momenti più inattesi.
Il primo avvicendamento nella formazione del gruppo avvenne nel 1973, anno in cui Todaro fu sostituito alla chitarra da Rodolfo Maltese, proveniente dal gruppo Homo Sapiens. In Io sono nato libero (1973), secondo diversi fan e critici il miglior album della band, Maltese appariva formalmente come ospite, ma di fatto era già membro del Banco.
Nel 1974, su proposta di Greg Lake, il Banco abbandonò la Ricordi per passare all'etichetta Manticore, di proprietà del gruppo inglese Emerson, Lake & Palmer. L'anno dopo uscì l'album Banco (anche noto come Banco IV), che riproponeva in inglese, per il mercato estero, i migliori brani dei primi tre album. L'album ebbe un grande successo di critica sia in Italia sia all'estero.
Nel 1976 fu pubblicato Come in un'ultima cena, promosso con un tour europeo che vide il Banco del Mutuo Soccorso esibirsi in qualità di artisti d'apertura ai Gentle Giant. Di questo album fu realizzata anche una versione in inglese (As in a Last Supper), con la traduzione di Angelo Branduardi. Nello stesso anno il gruppo incise anche Garofano rosso, colonna sonora del film omonimo (tratto da un romanzo di Elio Vittorini, con la regia di Luigi Faccini). Si tratta del loro primo album strumentale, che apriva una nuova epoca nell'evoluzione dello stile del gruppo. Ancora strumentale, e con sonorità ancora più complesse, fu il successivo ...di terra, in cui venivano esplorate soluzioni che sconfinavano dal rock al jazz e alla musica classica. Per questa complessa realizzazione, il gruppo si avvalse del contributo dell'orchestra sinfonica dell'Unione Musicisti di Roma diretta da Vittorio Nocenzi, delle orchestrazioni di Antonio Scarlato (docente di composizione presso il Conservatorio Santa Cecilia di Roma) e della collaborazione del tastierista Alessandro Esseno.
Nel 1978 parteciparono, insieme a Branduardi e molti altri artisti, a una tournée chiamata La Carovana del Mediterraneo in cui tutti i partecipanti si alternavano sul palco. Da quella serie di concerti, Branduardi stesso pubblicherà un cofanetto con 3 LP chiamato Concerto, nel quale in molte canzoni gli strumentisti sono i componenti del Banco del Mutuo Soccorso.
Nello stesso anno uscì ...di terra, primo album a recare il solo nome Banco, termine ormai generalmente utilizzato da giornalisti e fan. Nel 1979 venne pubblicato l'ottavo album Canto di primavera, caratterizzato da suggestioni etniche e atmosfere pastorali. In quest'album Giovanni Colaiacomo dei Kaleidon subentra al basso, sostituendo D'Angelo.

### Gli anni ottanta
Il primo lavoro del Banco negli anni ottanta fu il primo album dal vivo della loro carriera, Capolinea, in cui il gruppo ripercorre i tratti salienti della sua storia. Suggellando concettualmente la sua "prima era", questo album preparò il Banco a un mutamento di rotta e all'abbandono di determinati schemi tipici del rock progressivo degli anni settanta, in particolare in relazione alla complessità strutturale (e alla lunghezza in minuti) dei brani, a favore di brani relativamente più semplici e diretti. Questa tendenza è perfettamente rappresentata dai primi due album del decennio, Urgentissimo (1980) e Buone notizie (1981). In questo periodo la formazione si arricchì durante le proprie esibizioni dal vivo della presenza di Karl Potter alle percussioni, musicista che aveva già collaborato con Pino Daniele e che contribuì a dare maggiore incisività alla sezione ritmica del Banco.
Nel 1983 esce Banco dove è presente il brano Moby Dick, che diverrà uno dei brani più conosciuti della band, nonostante si allontani dai canoni del rock progressivo che li ha caratterizzati in passato. L'album costituisce un altro punto di svolta in quanto fu l'ultimo a vedere la presenza di Gianni Nocenzi, che abbandonò il gruppo subito dopo la promozione estiva per intraprendere una carriera solista e collaborare con la ditta giapponese Akai, in qualità di esperto di campionamenti.
Nel 1985 Giovanni Colaiacomo lasciò il gruppo e venne sostituito dal polistrumentista Gabriel Amato, già membro della band di Aretha Franklin. Ne scaturì l'album ...e via (1985) ed una partecipazione al Festival di Sanremo col brano Grande Joe. In seguito il Banco scelse il silenzio discografico, rompendo il contratto con la CBS, per dedicarsi esclusivamente ai concerti dal vivo, interrotto solo dall'uscita di Non mettere le dita nel naso, primo album solista di Francesco Di Giacomo, che vede la produzione artistica di Vittorio Nocenzi ed al quale parteciparono come musicisti tutti i membri dell'ultima formazione del Banco.
Nel 1989 fu pubblicato infine Donna Plautilla, raccolta di brani inediti degli anni sessanta.

### Gli anni novanta

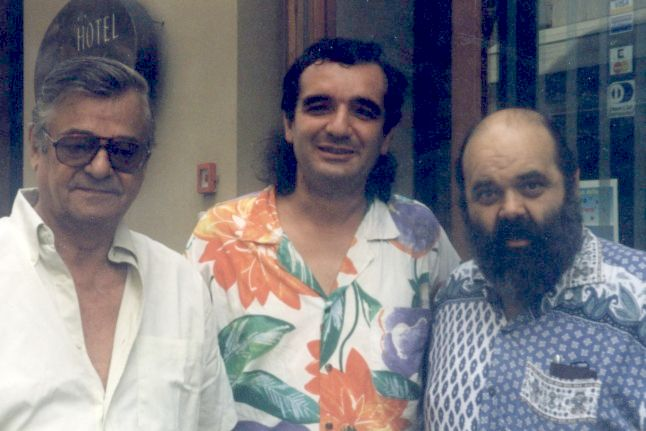
Francesco Di Giacomo insieme a Sergio Endrigo e Vito Vita, bassista dei Powerillusi, a Loreto, agosto 1999, prima di uno spettacolo serale a Recanati dedicato a Giacomo Leopardi

All'inizio degli anni novanta, seguendo in effetti quello che fu l'esempio di molte band di rock progressivo "classico", il Banco intraprese un'azione di revival del proprio primo periodo, tornando al nome per esteso Banco del Mutuo Soccorso e portando in tour brani degli anni settanta.
Per il ventennale della band, Nocenzi riscrisse per intero i primi due album, Banco del Mutuo Soccorso e Darwin!, con registrazioni totalmente nuove e arrangiamenti innovativi, primo esempio nella storia della discografia italiana. I due dischi vennero distribuiti assieme in un cofanetto (simbolicamente a forma di salvadanaio) dal titolo Da qui messere si domina la valle.
A metà strada tra revival stilistico e nuove sonorità fu l'album di inediti Il 13 del 1994. Tre membri storici del gruppo, Vittorio Nocenzi, Francesco Di Giacomo e Rodolfo Maltese, insieme al chitarrista Filippo Marcheggiani, si imbarcarono anche nel progetto Acustico, in cui diversi brani classici vennero reinterpretati in chiave acustica. In questo periodo il Banco intraprese anche diversi tour mondiali, arrivando a toccare Giappone, Messico, Stati Uniti d'America, Brasile e Panama. Da uno dei concerti di maggior successo (in Giappone, il 25 e 26 maggio 1997) venne tratto l'album dal vivo Nudo, che includeva anche un nuovo brano registrato in studio, dallo stesso titolo.

### No palco, morte di Di Giacomo

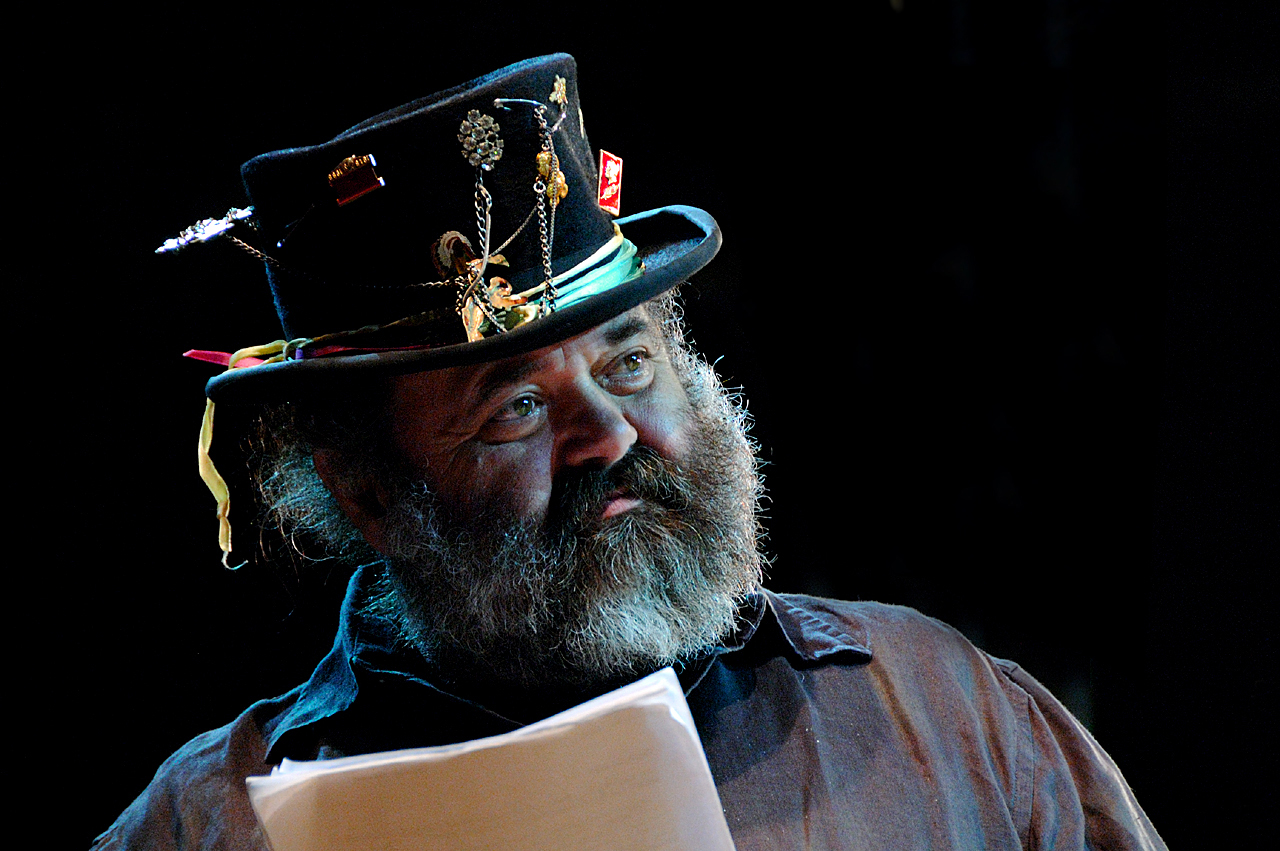
Francesco Di Giacomo nel 2009

A Nudo seguì No palco (2003), un album dal vivo in celebrazione del trentennale della band, vedendo come ospiti artisti tra i quali Morgan, Mauro Pagani, Federico Zampaglione (Tiromancino), Gianni Nocenzi, Eugenio Finardi, Filippo Gatti, Angelo Branduardi, per una serie di concerti di grande successo.
Nel 2013 è entrato in formazione il chitarrista Nicola Di Già.
Il 21 febbraio 2014, mentre è in corso il Festival di Sanremo, viene data notizia della morte del cantante Francesco Di Giacomo, causata da un incidente stradale avvenuto a Zagarolo. Dopo un periodo di silenzio, la band annuncia l'uscita di un lavoro ideato e diretto da Vittorio Nocenzi, dal titolo Un'idea che non puoi fermare, pubblicato il 16 settembre 2014 dalla Sony su doppio CD e triplo LP: 18 brani live e 50 minuti di inediti, con la partecipazione di vari attori teatrali, un album che vuole omaggiare lo storico cantante e segnare il nuovo percorso per il futuro della band.
Nell'estate 2015 il batterista Maurizio Masi e il fiatista Alessandro Papotto hanno abbandonato il gruppo, contemporaneamente rinnovato con l'ingresso del cantante John De Leo, del chitarrista Maurizio Solieri, del batterista Vito Sardo e del percussionista Arnaldo Vacca. Tuttavia, l'attività live del gruppo viene interrotta da due eventi: nella notte tra il 28 e il 29 luglio del medesimo anno, Vittorio Nocenzi viene colpito da un'emorragia cerebrale e ricoverato presso il vicino ospedale di Vallo della Lucania, mentre il 3 ottobre 2015 è morto lo storico chitarrista del gruppo, Rodolfo Maltese, a seguito di una lunga malattia.

### Cambi di formazione,Transiberiana

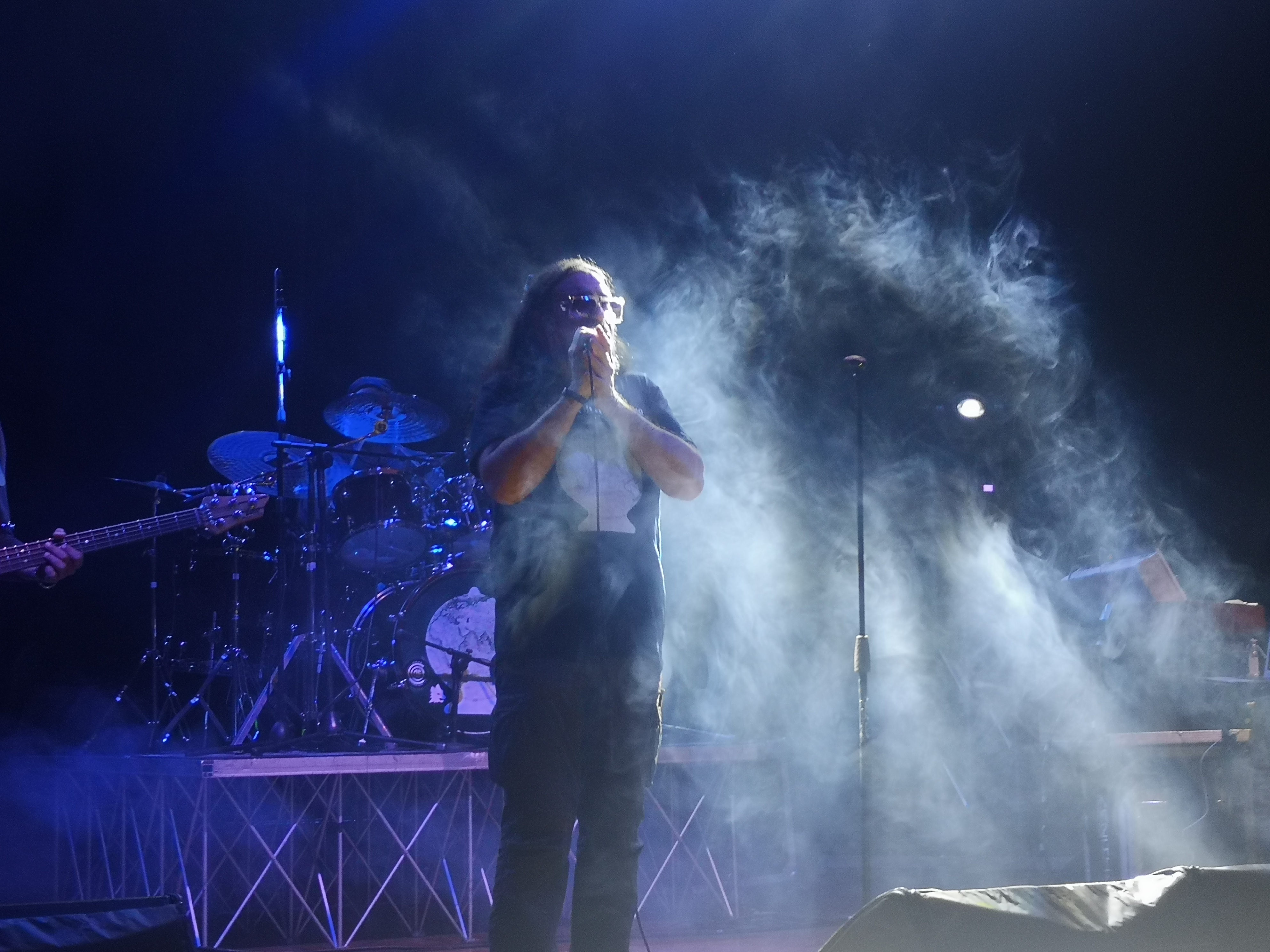
Tony D'Alessio in concerto a Milano nel 2019

Il 13 luglio 2016, durante un'intervista a Il Messaggero, Nocenzi ha rivelato di aver rinnovato la formazione del gruppo, con l'ingresso del bassista Marco Capozi, del batterista Augusto Zanonzini e del cantante Tony D'Alessio, segnando quindi l'abbandono di De Leo, Solieri, Sardo e Vacca, oltre al bassista Tiziano Ricci.
Il 2 ottobre 2017 esce la Legacy Edition di Io sono nato libero, che consiste in un cofanetto con libretto di 40 pagine e l'album inedito La libertà difficile, che segna l'inizio di un rinnovato percorso artistico del gruppo. Il disco è anche il primo registrato con il batterista Fabio Moresco, subentrato a Zanonzini.
Nel 2019 il gruppo firma un nuovo contratto discografico con la Inside Out Music, annunciando poco tempo dopo l'album Transiberiana. L'album è uscito il 10 maggio 2019, a distanza di 25 anni da Il 13, ultimo disco a contenere materiale esclusivamente inedito. Nello stesso anno il gruppo riceve una candidatura ai Progressive Music Awards 2019 nella categoria Best International Band/Artist of the Year.

### Orlando: le forme dell'amore
Nel 2022 è stata la volta di Orlando: le forme dell'amore, anticipato dai brani Cadere o volare e La pianura rossa. Si tratta di un concept album ispirato al poema Orlando furioso di Ludovico Ariosto e composto da quindici brani.
Il 10 gennaio 2023 è stato annunciato l'ingresso di Michelangelo Nocenzi come secondo tastierista (ripristinando la tradizione delle due tastiere) e del batterista Dario Esposito al posto di Fabio Moresco, che ha lasciato la formazione a causa di problemi di salute.
Il 28 febbraio 2025 esce Storie Invisibili, preceduto dal singolo Il Mietitore. L'album chiude la trilogia dedicata all’esistenza umana.

## Formazione

### Attuale
- Vittorio Nocenzi – tastiere, voce (1968-presente)
- Filippo Marcheggiani – chitarra (1994-presente)
- Tony D'Alessio – voce (2016-presente)
- Marco Capozi – basso (2016-presente)
- Michelangelo Nocenzi – tastiera (2022-presente)
- Andrea Bruni – batteria (2025-presente)

### Ex componenti
- Mario Achilli – batteria (1968-1969)
- Claudio Falco – chitarra (1969-1971)
- Fabrizio Falco – basso (1968-1971)
- Franco Pontecorvi – batteria (1969-1971)
- Marcello Todaro – chitarra (1971-1973)
- Renato D'Angelo – basso (1971-1978)
- Karl Potter – percussioni (1979-1980)
- Gianni Colajacomo – basso (1978-1984)
- Gianni Nocenzi – tastiera (1968-1984)
- Gabriel Amato – basso, tastiera (1985)
- Paolo Carta – chitarra (1986-1987)
- Pierluigi Calderoni – batteria (1971-1992)
- Francesco Di Giacomo – voce (1971-2014)
- Maurizio Masi – batteria (1992-2015)
- Alessandro Papotto – fiati (1999-2015)
- Rodolfo Maltese – chitarra, fiati (1973-2015)
- Arnaldo Vacca – percussioni (2014-2015)
- John De Leo – voce (2015-2016)
- Tiziano Ricci – basso (1987-2016)
- Vito Sardo – batteria (2015-2016)
- Maurizio Solieri – chitarra (2015-2016)
- Augusto Zanonzini – batteria (2016-2017)
- Fabio Moresco – batteria (2017-2023)
- Nicola Di Già – chitarra (2013-2023)
- Dario Esposito – batteria (2023-2025)

## Discografia

### Album in studio
- 1972 – Banco del Mutuo Soccorso
- 1972 – Darwin!
- 1973 – Io sono nato libero
- 1975 – Banco
- 1976 – Come in un'ultima cena
- 1976 – As in a Last Supper
- 1978 – ...di terra
- 1979 – Canto di primavera (pubblicato come Banco)
- 1980 – Urgentissimo (pubblicato come Banco)
- 1981 – Buone notizie (pubblicato come Banco)
- 1983 – Banco (pubblicato come Banco)
- 1985 – ...e via (pubblicato come Banco)
- 1989 – Donna Plautilla
- 1989 – Non mettere le dita nel naso (pubblicato come Il Banco presenta Francesco Di Giacomo)
- 1994 – Il 13
- 1997 – Nudo
- 2019 – Transiberiana
- 2022 – Orlando: le forme dell'amore
- 2025 – Storie Invisibili [20]

### Album dal vivo
- 1980 – Capolinea (pubblicato come Banco)
- 2000 – En concierto Mexico
- 2003 – No palco
- 2005 – Seguendo le tracce
- 2012 – Quaranta
- 2014 – Un'idea che non puoi fermare

### Raccolte
- 1991 – Da qui messere si domina la valle
- 1993 – La storia
- 1993 – I grandi successi
- 1996 – Le origini
- 1996 – Antologia
- 2004 – Made in Italy
- 2005 – I miti musica
- 2006 – Le più belle canzoni
- 2006 – Collezione italiana
- 2006 – D.O.C.
- 2007 – The Best Platinum Collection
- 2008 – Il ragno

### Colonne sonore
- 1976 – Garofano rosso

### EP
- 1989 – Vedo il telefono/La mia libertà/Padre Francesco

### Singoli
- 1973 – Non mi rompete/La città sottile
- 1979 – Canto di primavera
- 1979 – Niente/Sono la bestia
- 1980 – Il ragno
- 1980 – Paolo Pa
- 1981 – Baciami Alfredo/Buone notizie
- 1983 – Moby Dick/Velocità
- 1983 – Lontano da (DJ - Special Mix)
- 1985 – Grande Joe
- 2019 – I ruderi del gulag
- 2019 – L'assalto dei lupi
- 2019 – L'imprevisto (singolo)|L'imprevisto

## Videografia
- 1992 – Ciò che si vede è
- 2007 – Banco Live 1980